# Francisco Riba Rovira
Pour les articles homonymes, voir Rovira.
Francisco Riba Rovira (1913 - 2002) est un peintre espagnol.

## Biographie
Francisco Riba Rovira est un peintre de l'École de Paris, influencé par l'expressionnisme et le cubisme. Pendant les années 1950, il expose à la Passedoy Gallery à New York et à la galerie Bernheim-Jeune à Paris, où il présente Le Port de la Villette.
Gertrude Stein préface le catalogue de la première exposition de Francisco Riba Rovira à la galerie Roquépine à Paris en mai 1945 (au moins une des œuvres de ce peintre aurait figuré sur le mur de son salon,) :

« Il est inévitable que quand on a vraiment besoin de quelque chose on le trouve. Ce dont vous avez besoin, vous attire comme un aimant. Je rentrais à Paris, après ces longues années passées dans une petite campagne, et j'ai eu besoin d'un jeune peintre, un jeune peintre qui m'éveillerait. Paris était merveilleux, mais où était le jeune peintre ? Je regardais partout : mes contemporains et leurs suivants jusqu'au dernier. Je me suis promenée beaucoup, j'ai regardé partout, dans toutes les boutiques de peinture, mais le jeune peintre n'y était pas. Oui, je me promène beaucoup, beaucoup au bord de la Seine où l'on pêche, où l'on fait de la peinture, où l'on promène les chiens (moi je suis de celles qui promènent leurs chiens). Pas un jeune peintre !
Un jour, au tournant d'une rue, dans une de ces petites rues de mon quartier, j'ai vu un homme faisant de la peinture. Je le regarde, lui et son tableau, comme je regarde toujours tout le monde qui fait quelque chose, j'ai une curiosité inlassable de regarder et j'étais émue. Oui, un jeune peintre ! Nous commençons à parler, car on parle facilement, aussi facilement que dans les routes de campagne, dans les petites rues du quartier. 
Son histoire était la triste histoire des jeunes de notre temps. Un jeune Espagnol qui étudiait aux Beaux-Arts à Barcelone : la guerre civile, exil, camp de concentration. Évasion. Gestapo, encore prison, encore évasion... Huit ans perdus ! S'ils étaient perdus, qui sait ? Et maintenant un peu de misère, mais quand même la peinture. Pourquoi ai-je trouvé que c'était lui le jeune peintre, pourquoi ? Je suis allée voir ses dessins, sa peinture : nous parlons. 
J'ai expliqué que pour moi, toute la peinture moderne est basée sur ce que Cézanne a manqué de faire, au lieu de se baser sur ce qu'il a presque réussi à faire. Quand il ne pouvait pas faire une chose, il l'a détournée et l'a laissée. Il a insisté à montrer son incapacité : il a étalé son manque de réussite : montrer ce qu'il ne pouvait faire, lui est devenu une obsession. Les gens influencés par lui étaient aussi obsédés par les choses qu'ils ne pouvaient pas atteindre et ils commencèrent le système de camouflage. C'était naturel à faire, même inévitable : cela est devenu bientôt un art, dans la paix et dans la guerre, et Matisse a camouflé et insisté en même temps sur ce que Cézanne ne pouvait pas réaliser, et Picasso a camouflé, joué et tourmenté toutes ces choses. Le seul qui voulut insister sur ce problème, fut Juan Gris. Il a persisté en approfondissant les choses que Cézanne voulait faire, mais ce fut une tâche trop dure pour lui : il mourut en le faisant. Et maintenant voilà, je trouve un jeune peintre qui ne suit pas la tendance de jouer avec ce que Cézanne ne pouvait pas faire, mais qui attaque tout droit les choses qu'il a essayé de faire, de créer les objets qui doivent exister, pour, et en eux-mêmes, et pas en relation. 
Alors je suis fascinée. Ce jeune peintre a sa faiblesse et sa force. Sa force le poussera dans ce chemin. Je suis fascinée et c'est pourquoi il est le jeune peintre dont j'avais besoin. C'est François de Riba-Rovira »

— Gertrude Stein, « À la recherche d'un jeune peintre », revue Fontaine, no 42, 1945, p. 287-288.
Le portrait de Gertrude Stein par Francisco Riba-Rovira est le dernier peint avant la mort de Stein.

## Expositions
- Galerie Roquépine de Paris en mai 1945, préfacée par Gertrude Stein
- juillet 1945 EXPO con PICASSO JUAN MIRO FONTSERET etc. Exposition d’Art Catalan Moderne au profit des Prisonniers et Déportés et autres œuvres sociales de SOLIDARITE CATALANE, Galerie d’art Altarriba, 43 rue du Bac, Paris 6e
- 1951 Exposition Menton 1951 août/octobre
- 1952 Exposition Galerie La Boétie 1952 Salon des Jeunes Peintres Paris avec Pelayo, Rebeyrolle etc.
- 1952 Exposition Salle André Bauger, 9 avenue de Villiers, Paris 17e
- Galería Bernheim, en 1954, con gran aceptación de la crítica y éxito de ventas.
- Passedoit-Gallery de New York (1955)
- 1955 Exposition Hommage à Machado con Picasso, Pelayo, Peinado, Juan Miro etc., Maison de la Pensée française, 2 rue de l'Élysée Paris 8e.
- Salon de la Jeune Peinture et Salon d'octobre de Paris (1957)
- 1959 Expo Franckfurt Deutsch-Ibero-Amerikanische
- Museum of Modern Art de Cincinnati (1962)
- Salon des indépendants participation de 1960 à 1965
- Salon d'automne de 1966 à 1969
- Salon des Surindependents en 1975
- Exposition 1980 Paris Galerie Claude Renaud
- 1983 Exposicion Galeria Muro Valencia
- 1985 Exposition PLACA Peintures et sculptures contemporaines F.I.A.P. 30 rue Cabanis 75014  Paris Retrospective Francesc Riba-Rovira
- Seeing Gertrude Stein: Five Stories San Francisco, mai à septembre 2011 : portrait de Gertrude Stein par Riba-Rovira.
- Seeing Gertrude Stein: Five Stories Washington 14 octobre 2011 au 22 janvier 2012, The National Portrait Gallery, Smithsonian Institution, Washington D.C. : portrait de Gertrude Stein par Riba-Rovira.
- The Steins Collect February 22-June 3, 2012, Metropolitan Modern Art Museum of New York : le portrait de Gertrude Stein par Riba-Rovira avec ceux de Picasso, Picabia, etc.
- Exposition Galeria Muro, Valencia, Espagne Homenaje a Gertrude Stein par Riba-Rovira.